# Evergrey
Az Evergrey svéd progresszív/power metal zenekar. 1993-ban alakultak Göteborgban. Témáik többnyire negatívak, például halál, gyerekrablás, paranoia, gyászolás. A név szójáték az "evergreen", örökzöld szóval. Valószínűleg passzív témáik miatt lett "Evergrey" ("örökké szürke") a nevük.

## Tagok
- Tom S. Englund (ének/gitár, 1995-napjainkig)
- Henrik Danhage (gitár, vokál, 2000-napjainkig)
- Rikard Zander (billentyűk, vokál, 2002-napjainkig)
- Simen Sandnes (dob, 2024-napjainkig)
- Johan Niemann (basszusgitár, vokál, 2010-napjainkig)

## Diszkográfia

### Stúdióalbumok
- The Dark Discovery (1998)
- Solitude, Dominance, Tragedy (1999)
- In Search of Truth (2001)
- Recreation Day (2003)
- The Inner Circle (2004)
- Monday Morning Apocalypse (2006)
- Torn (2008)
- Glorious Collision (2011)
- Hymns for the Broken (2014)
- The Storm Within (2016)
- The Atlantic (2019)
- Escape of the Phoenix (2021)
- A Heartless Portrait (The Orphean Testament) (2022)
- Theories of Emptiness (2024)